# Arsuf
Arsūf (in ebraico אַרְסוּף ,ארשוף‎? in arabo أرسوف‎?, Arsūf) era un'antica città fenicia. Nota anche con il nome greco di Apollonia, quando la Palestina passò ai Bizantini la città venne rinominata Sosouza di Palestina (per distinguerla da Sosouza di Libia), e dopo la conquista islamica nel 640 assunse la denominazione attuale.
Il sito è stato scavato dal 1994 e nel 2002 è diventato un parco archeologico.

## Storia

### Età antica
L'insediamento fu fondato dai Fenici nel VI o V secolo a.C. con il nome di Arshuf, in onore di Reshef divinità cananea. La città entrò poi a far parte dell'Impero persiano e fu governata dalla città di Sidone. I Fenici di Arsuf producevano principalmente porpora, un colorante molto prezioso, derivato dal murice comune, che esportavano verso l'Egeo.
Durante il periodo ellenistico la città entro a far parte dell'Impero seleucide e fu rinominata Apollonia in quanto i greci identificavano Reshef con Apollo.
Sotto il dominio romano la città crebbe e divenne un importante insediamento attraversato dalla Via maris, tra Giaffa e Cesarea marittima. Nel 113, Apollonia fu parzialmente distrutta da un terremoto, ma venne presto ricostruita, sviluppando traffici commerciali con l'Italia e il Nordafrica.
Durante il periodo bizantino la città si estese, divenendo, tra il V e il VI secolo la seconda città della pianura di Sharon dopo Cesarea, popolata da cristiani ed ebrei samaritani, con una raffinata chiesa ed una prospera industria vetraria.

### Medioevo
Nel 640 la città venne conquistata dai musulmani che la ribattezzarono con il suo antico nome semitico di Arsuf e la fortificarono con una cinta di mura ed un fossato, con lo scopo di trasformarla in un caposaldo contro i continui attacchi dal mare delle flotte bizantine. Compaiono in quest'epoca sia una sviluppata produzione ceramica che vasti mercati. Nell'809, con la morte del califfo abbaside Hārūn al-Rashīd, la comunità samaritana venne distrutta e il suo tempio demolito.

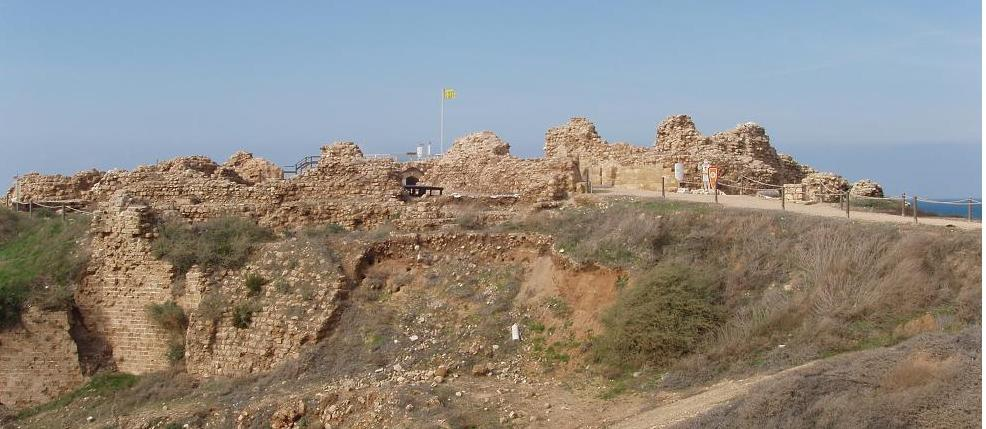
Foto con i resti della fortezza di Arsuf

Nel 1101 Arsuf venne occupata da Baldovino I di Gerusalemme e dal suo esercito, e fu ribattezzata Azotus. Baldovino fece ricostruire la cinta di mura e nacque così la Signoria di Arsuf, vassalla del Regno di Gerusalemme. Nel 1187, con la caduta di Gerusalemme, la città venne nuovamente conquistata da Saladino, ma il 6 settembre 1191, dopo una battaglia tra le armate di Riccardo Cuor di Leone e Saladino, che vide la sconfitta di quest'ultimo, la città tornò nuovamente in mano cristiana.
Nel 1207 Giovanni di Ibelin, Signore di Beirut, assunse anche la signoria di Arsur, prendendo in moglie Melisenda di Arsur. Il titolo venne ereditato dal loro figlio Giovanni di Arsur e dal figlio maggiore di quest'ultimo Baliano che nel 1241 edificò nuove mura, la fortezza e il porto. Dal 1261 la città venne governata e presidiata dai Cavalieri Ospitalieri.
La località rimase in mano ai Crociati fino al 1265, anno in cui il sultano mamelucco Baybars al-Bunduqdārī la espugnò al termine di un assedio durato 40 giorni. La città era difesa da circa 300 Ospitalieri che combatterono duramente fino a quando furono costretti alla resa, dopo aver perduto circa un terzo delle loro forze. La resa venne accettata con la condizione di lasciare in libertà i difensori, tuttavia Baybars non mantenne la promessa e li uccise tutti, radendo in seguito al suolo la fortezza e le mura nel timore che potessero essere riutilizzate dai Crociati. Dopo la distruzione la città fu abbandonata definitivamente.

## Il parco archeologico

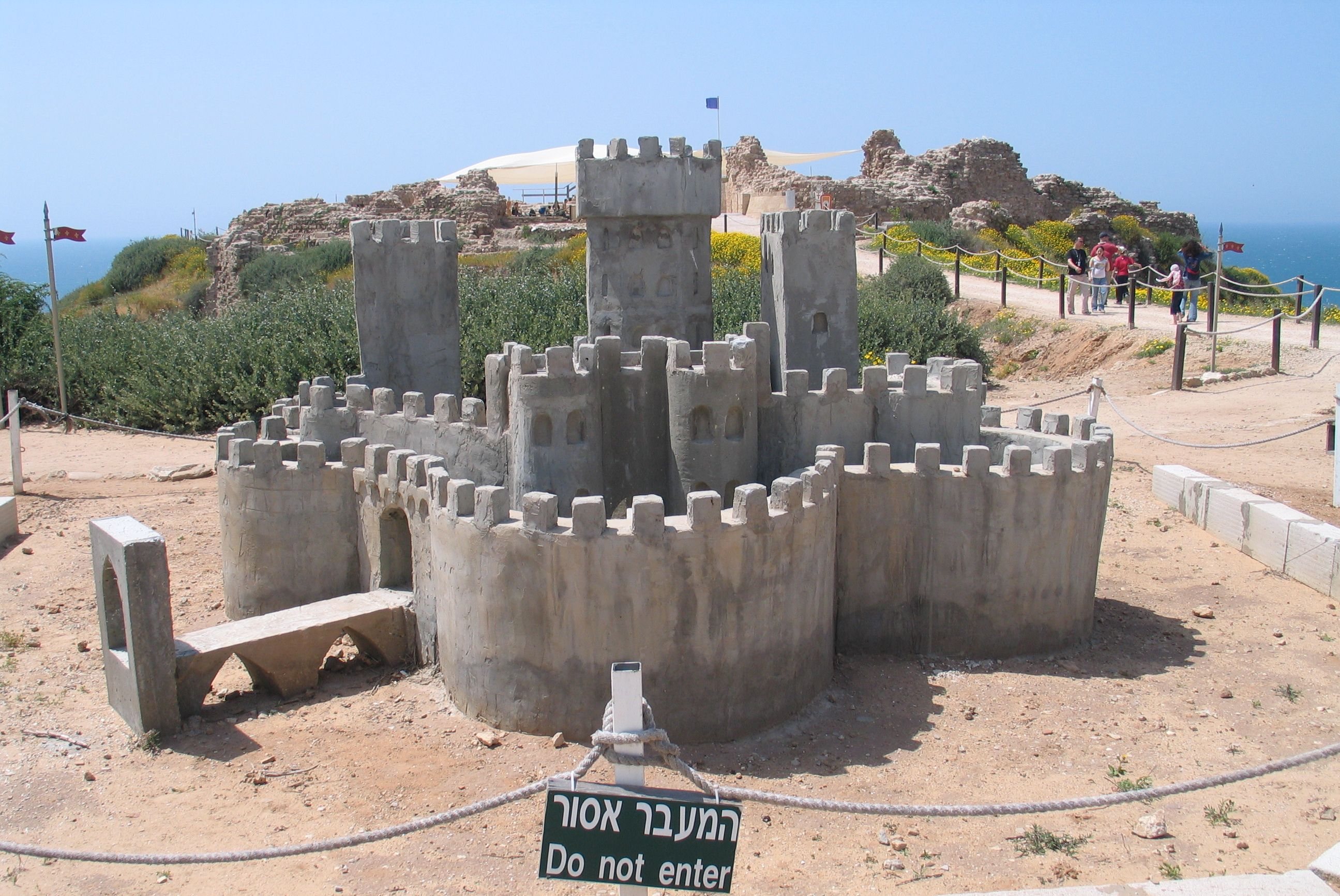
Riproduzione del castello

Il sito è stato riordinato ed è parzialmente accessibile, tuttavia vi continuano periodiche campagne di scavo. Sono stati scavati, fra l'altro, parte delle mura, una villa romana costruita attorno ad un cortile centrale, cisterne e sistemi di distribuzione dell'acqua di epoca bizantina, le triplici mura e strutture edilizie del forte crociato.
Campagne di archeologia subacquea hanno inoltre individuato le strutture del porto crociato, materiali ceramici dall'epoca persiana a quella bizantina, lingotti di vetro, monete, una cinquantina di ancore le più antiche delle quali databili alla media età del bronzo, statue di divinità in bronzo e in terracotta tra cui una Minerva romana.

## Nella cultura di massa
La città compare nel videogame Assassin's Creed.